# Verreries-de-Moussans
Verreries-de-Moussans – miejscowość i gmina we Francji, w regionie Oksytania, w departamencie Hérault.
Według danych na rok 1990 gminę zamieszkiwało 106 osób, a gęstość zaludnienia wynosiła 6 osób/km² (wśród 1545 gmin Langwedocji-Roussillon Verreries-de-Moussans plasuje się na 796. miejscu pod względem liczby ludności, natomiast pod względem powierzchni na miejscu 443.).